# Gilbert de Sève
Gilbert de Sève, ou Gilbert Sève, est un peintre français né à Moulins (Allier) en 1618, baptisé le 7 mars 1618, et mort à Paris le 9 avril 1698.

## Biographie
On ne sait rien de sa formation de peintre.
Le 1er février 1648, il fait partie des premiers artistes membres de l'Académie royale de peinture et de sculpture. Il a peint principalemenPierre Louis van Schuppent des portraits, des sujets historiques et allégoriques, que l'on retrouve en partie au château de Versailles et au château de Fontainebleau. Plusieurs de ses portraits de personnages importants ont été gravés par Gérard Edelinck, Pieter van Schuppen et d'autres graveurs français.
Il a peint en 1658 le portrait de Claudine Colletet, mariée en 1652 à Guillaume Colletet pour laquelle il a composé des sonnets ainsi que Jean de La Fontaine. Il a peint le portrait de François Guénault (1586-1667), le médecin de Marie-Thérèse d'Autriche.
L'abbé Michel de Marolles dans Le livre des peintres et graveurs, sonnet XXXIII, a écrit :

« Gilbert Sève et Lefebvre ont beaucoup de mérites,
Dans leur douce manière on voit de la grandeur. »

— sonnet XXXIII
Le 31 mai 1685, il est le témoin de l'abjuration du peintre Jean-Baptiste Belin de Fontenay à l'église Saint-Sulpice.
Il est recteur de l'Académie royale en 1690.
Des travaux, qu'au cours de sa longue vie, Gilbert de Sève a conduits à Vincennes, à Versailles, à Trianon, rien ne subsiste qu'on puisse identifier. Il était chargé du salon d'Apollon dans le grand appartement de la reine du château de Versailles. Le plafond représentant Apollon au milieu des Heures disparaît en 1735 au profit d'un décor géométrique.

## Famille
- Gilbert Sève, maître peintre de Moulins, marié à Geneviève Berlier,
  - Gilbert de Sève est né à Moulins. L'abbé Michel de Marolles (1600-1681) a écrit qu'il était aidé par son frère cadet, Pierre, dans les travaux qu'il exécutait aux Gobelins. Gilbert de Sève s'est marié deux fois. De son premier mariage avec Simonne Beolier dont il a eu un fils :
    - Pierre II Sève, peintre du roi, s'est marié le 22 septembre 1668 avec Louise du Couldray ;

  - Gibert de Sève devenu veuf s'est remarié le 22 septembre 1650 avec Catherine Laurent dont il a eu :
    - Françoise Nicole Marie de Sève, baptisée, âgée de 5 ans, le 26 octobre 1655 ;
    - François de Sève, baptisé le 27 mars 1658, ayant pour parrain « Messire Michel-François Le Tellier, seigneur de Louvois, secrétaire d'État en survivance de son père ».

  - Pierre I Sève, peintre d'histoire, reçu à l'Académie royale de peinture et de sculpture comme peintre d'histoire le 14 avril 1663. Ancien conseiller et professeur à l'Académie royale. Il est mort le 19 novembre 1695 à l'âge de 72 ans[7].
    - Nicolas Sève.

## Peintures
- Nicrotis, reine d'Assyrie faisant construire un pont sur l'Euphrate, Chambre de la reine, Grands appartements du Château de Versailles Emplacement : voussure ; sud
- Rhodope, reine d'Égypte regardant la pyramide qu'elle avait fait élever, Chambre de la reine, Grands appartements du Château de Versailles Emplacement : voussure ; ouest
- Portrait d'Anne Marie Louise d'Orléans, La Grande Mademoiselle, vers 1660
- Les heures du jour, Chambre de la reine, Grands appartements du Château de Versailles Emplacement : plafond ; centre ; vers 1672.